# Marguerite Comert
Pour les articles homonymes, voir Comert.
Marguerite Comert (aussi connue comme Marguerite Malteste), est une autrice française née en Guadeloupe le 26 décembre de 1873 et morte à Neuilly-sur-Seine le 3 novembre 1964. Elle écrit des contes et de la poésie.

## Biographie
Marguerite Comert (1873-1964) née à Basse-Terre, en Guadeloupe, est la fille d’un militaire, Louis Comert. Elle épouse le poète et dessinateur Henri Malteste, nom qu’elle utilisera comme signature.
La plupart des œuvres de cet écrivain français sont des histoires ou des nouvelles de thèmes romantiques dans lesquelles l'action se déroule à l'époque de l'écrivain. En plus de son travail narratif, elle écrit de la poésie. Après ses premières compilations (Comme on pleure à vingt ans ! de 1896, L’Âme et la mort de 1898 et Le Cœur nostalgique de 1903), il fallut plus de trente ans pour publier Poèmes du retour éternel en 1936 et L’Île des morts en 1938. Il est à noter qu'elle a reçu le prix de la poésie Archon-Despérouses en 1903 pour Le Cœur nostalgique et le prix de Jouy de l’Académie française en 1919 pour Éros rédempteur.

## Œuvres
- Comme on pleure à vingt ans !, Paris, L. Vanier, 1896
- L’Âme et la mort, Paris, A. Lemerre, 1898
- Le Cœur nostalgique, Paris, 1903
- Les Grimaces de l’amour, Paris, C. Lévy, 1910
- L’Appuyée, Paris, C. Levy, 1911
- La Puissance des autres, Paris, 1912
- Erôs rédempteur, Paris, C. Lévy, 1920
- Mes images… 3e édition, Paris, 1922
- Couleur du temps passé, Paris, 1930
- La Victoire de l’amour, Paris, 1931
- L’École du plaisir. Paris, 1932
- Poèmes du retour éternel, Paris, 1936
- Le Soir de l’orage, Radio-Paris, 1936
- Suzanne institutrice, Paris, 1938
- Premières armes, Paris, 1938
- Histoire de la petite Grete Gotte, ou pourquoi les morts ne reviennent pas, Paris, 1938
- L’Île des morts, Mesnil-sur-l’Estrée, impr. Firmin-Didot ; Paris, Firmin-Didot, 1938
- Premières armes, Paris, 1938
- Nelly, roman de l’au-dela, Toulouse, Paris,1945
- Le Maître des jardins d’Angkor,con 12 ilustraciones de Pol Ferjac, Paris, 1946
- La Conversion au bonheur, Paris : Ediciones de Flore, 1948
- Cent sous les beaux vers. Opus 1 [-4], Paris, Debresse, 1948
- Cent sous les beaux vers. Opus 5 [-12] Paris, Debresse, 1948